# Larry Nelson
Larry Gene Nelson (Fort Payne, 10 september 1947) is een Amerikaans golfer die golft in de Champions Tour. Hij golfde ook in de PGA Tour, waar hij tien golftoernooien won, waarvan drie Majors.

## Loopbaan
In 1971 werd Nelson een golfprofessional en twee jaar later, in 1973, debuuteerde hij in de PGA Tour. Hij bleef daar golfen tot 1998, maar hij speelde in 1997 zijn laatste volledige golfseizoen. Tussen 1973 en 1998 behaalde hij 10 PGA-zeges waarvan drie Majors. De Majors die hij won waren het PGA Championship in 1981 en 1987 en het US Open in 1983. Tussendoor won Nelson ook vier golftoernooien op de Japan Golf Tour.
In 1997 debuteerde Nelson in de Senior PGA Tour, dat anno 2003 vernoemd werd tot de Champions Tour. In 1998 behaalde hij daar zijn eerste zege door de American Express Invitational te winnen. Sindsdien heeft hij nog achttien zeges aan zijn Champions Tour-erelijst toegevoegd. Zijn laatste zege dateert van 10 oktober 2004. Hij won toen de Administaff Small Business Classic nadat hij de play-off had gewonnen van Hale Irwin.
In 2006 werd Nelson opgenomen op de World Golf Hall of Fame. Hij is ook golfbaanarchitect.

## Prestaties
PGA Tour
| Nr. | Datum           | Toernooi                             | Score           | Score | Info                              |
| --- | --------------- | ------------------------------------ | --------------- | ----- | --------------------------------- |
| 1   | 11 maart 1979   | Jackie Gleason-Inverrary Classic     | 67-69-67-71=274 | –14   |                                   |
| 2   | 8 juli 1978     | Western Open                         | 71-69-70-76=286 | –2    | Won de play-off van Ben Crenshaw  |
| 3   | 8 juli 1980     | Atlanta Classic                      | 66-69-68-67=270 | –18   |                                   |
| 4   | 5 april 1981    | Greater Greensboro Open              | 69-68-69-75=281 | –7    | Won de play-off van Mark Hayes    |
| 5   | 9 augustus 1981 | PGA Championship                     | 70-66-66-71=273 | –7    |                                   |
| 6   | 19 juni 1983    | US Open                              | 75-73-65-67=280 | –4    |                                   |
| 7   | 21 oktober 1984 | Walt Disney World/Oldsmobile Classic | 66-66-64-70=266 | –22   |                                   |
| 8   | 9 augustus 1987 | PGA Championship                     | 70-72-73-72=287 | –1    | Won de play-off van Lanny Wadkins |
| 9   | 18 oktober 1987 | Walt Disney World/Oldsmobile Classic | 68-69-68-63=268 | –20   |                                   |
| 10  | 1 juni 1988     | Georgia-Pacific Atlanta Golf Classic | 63-66-66-73=268 | –20   |                                   |

Japan Golf Tour
- 1980: Tokai Classic
- 1983: Dunlop International Open
- 1989: Suntory Open
- 1991: Dunlop Phoenix

Overige zeges
- 1978: Georgia Open (Verenigde Staten)
- 1988: PGA Grand Slam of Golf (Verenigde Staten - officieus evenement)

Champions Tour
| Nr. | Datum             | Toernooi                           | Score        | Score     | Info                                       |
| --- | ----------------- | ---------------------------------- | ------------ | --------- | ------------------------------------------ |
| 1   | 22 februari 1988  | American Express Invitational      | 63-69-71=203 | –13       |                                            |
| 2   | 31 mei 1988       | Pittsburgh Senior Classic          | 65-65-74=204 | –12       |                                            |
| 3   | 27 september 1988 | Boone Valley Classic               | 70-65-65=200 | –16       |                                            |
| 4   | 21 februari 1999  | GTE Classic                        | 70-68-67=205 | –8        |                                            |
| 5   | 2 mei 1999        | Bruno's Memorial Classic           | 70-67-68=205 | –11       |                                            |
| 6   | 23 april 2000     | Las Vegas Senior Classic           | 67-66-64=197 | –19       |                                            |
| 7   | 28 mei 2000       | Boone Valley Classic               | 66-66-68=200 | –16       |                                            |
| 8   | 27 augustus 2000  | FleetBoston Classic                | 67-70-66=203 | –13       |                                            |
| 9   | 3 september 2000  | Foremost Insurance Championship    | 66-69-63=198 | –18       |                                            |
| 10  | 24 september 2000 | Bank One Senior Championship       | 67-68-68=203 | –13       |                                            |
| 11  | 1 oktober 2000    | Vantage Championship               | 66-63-69=198 | –12       | Won de play-off van Jim Dent en Gil Morgan |
| 12  | 24 januari 2001   | MasterCard Championship            | 67-64-66=197 | –19       |                                            |
| 13  | 8 februari 2001   | Royal Caribbean Classic            | 6-15-8=29    | 6-15-8=29 | stablefordtelling                          |
| 14  | 24 juni 2001      | FleetBoston Classic                | 65-69-67=201 | –15       |                                            |
| 15  | 8 juli 2001       | Farmers Charity Classic            | 67-67-68=202 | –14       |                                            |
| 16  | 21 oktober 2001   | SBC Championship                   | 67-69-63=199 | –17       |                                            |
| 17  | 14 september 2003 | Constellation Energy Classic       | 67-70-70=207 | –9        |                                            |
| 18  | 9 mei 2004        | FedEx Kinko's Classic              | 73-69-67=209 | –7        |                                            |
| 19  | 10 oktober 2004   | Administaff Small Business Classic | 68-70-64=202 | –14       | Won de play-off van Hale Irwin             |

Overige "senior" zeges
- 1998: Wendy's 3-Tour Challenge (met Hale Irwin en Gil Morgan)
- 1999: Chrysler Senior Match Play Challenge
- 2004: Office Depot Father/Son Challenge (met zoon Drew)
- 2007: Del Webb Father/Son Challenge (met zoon Josh)
- 2008: Del Webb Father/Son Challenge (met zoon Drew)